# Ronde van Italië 2015/Zeventiende etappe
De zeventiende etappe van de Ronde van Italië 2015 werd verreden op 27 mei 2015. De renners reden een vlakke rit van 134 kilometer van Tirano naar Lugano in Zwitserland. Aan het begin van de etappe beklommen de renners de enige berg van de etappe. Ongeveer zeven kilometer voor de streep passeerden ze de Italiaans-Zwitserse grens. Het was voor het eerst sinds de zeventiende rit van de editie van 2008 dat de Giro Zwitserland aandeed. Net als toen eindigde deze etappe ook in een massasprint. De Italiaan Sacha Modolo boekte zijn tweede ritwinst van deze Giro. Zijn landgenoot Giacomo Nizzolo werd tweede, voor Luka Mezgec. Afgezien van het feit dat Ryder Hesjedal (de nummer tien in de stand) twaalf tellen verloor door een breukje in het peloton, veranderde er in de top van het klassement niets. Alberto Contador bleef dus in het bezit van de roze trui.

## Verloop
Met 134 kilometer was zeventiende etappe de kortste rit in lijn van de Giro van 2015. De Belg Iljo Keisse en Marco Bandiera en Giacomo Berlato uit Italië kozen vrijwel direct na de start het hazenpad. Op de enige heuvel van de dag, de Teglio na een kilometer of vijftien, kwam Berlato als eerste boven. Omdat Beñat Intxausti geen punten pakte op de Teglio, was Steven Kruijswijk zeker van behoud van de blauwe bergtrui. Onder meer Luca Chirico, Maciej Paterski en Davide Villella waagden een poging om bij het koptrio te komen, maar deze waren tevergeefs.
De drie koplopers kregen niet meer dan drie minuten voorsprong. In de achtervolging werkten eerst Trek Factory Racing (voor Giacomo Nizzolo) en Giant-Alpecin (voor Luka Mezgec) samen, later geholpen door Lampre-Merida (voor Sacha Modolo). Keisse en Berlato wonnen de tussensprints, maar met nog een kilometer of dertig te gaan werd het trio weer ingelopen. Hierna waagden Darwin Atapuma, Patrick Gretsch en Adam Hansen een poging. Niet veel later ging Hansen solo, maar zijn voorsprong was nooit groot: elf kilometer van de aankomst had hij acht seconden voorsprong en kort voor het passeren van de Zwitserse grens werd de Australiër ingelopen.
Op een steile strook op ruim vijf kilometer van de streep (2,8 kilometer aan gemiddeld 6,4%) waagde de Nederlander Tom-Jelte Slagter een poging. Niet veel later kwam ook de Belg Philippe Gilbert bij hem, gevolgd door Luca Paolini uit Italië, die vervolgens de aanval overnam. De Italiaan werd echter in de afdaling gehinderd door een motor van de Rai, waardoor het peloton vlug dichterbij kwam. Op een kilometer van de meet werd Paolini ingelopen. In de daaropvolgende massasprint rondde Sacha Modolo het werk van zijn Lampreploeg af; hij versloeg landgenoot Giacomo Nizzolo met ongeveer een wiellengte verschil. Nizzolo nam wel de leiding in het puntenklassement over van Elia Viviani, die slechts elfde werd. Luka Mezgec werd in het wiel van Modolo derde. Stig Broeckx was op de zesde plek de beste Belg. Nick van der Lijke (tiende) was de beste Nederlander. Alberto Contador behield de leiding in het algemeen klassement.

### Tussensprints
| Tussensprint Morbegno na 63,5 km |                 |        |
| Plaats                           | Naam            | Punten |
| Winnaar                          | Iljo Keisse     | 20     |
| 2                                | Marco Bandiera  | 12     |
| 3                                | Giacomo Berlato | 8      |
| 4                                | Elia Viviani    | 6      |
| 5                                | Giacomo Nizzolo | 4      |
| 6                                | Bernhard Eisel  | 3      |
| 7                                | Nicola Boem     | 2      |
| 8                                | Sacha Modolo    | 1      |

| Tussensprint Menaggio na 106,1 km |                     |        |
| Plaats                            | Naam                | Punten |
| Winnaar                           | Giacomo Berlato     | 20     |
| 2                                 | Marco Bandiera      | 12     |
| 3                                 | Iljo Keisse         | 8      |
| 4                                 | Giacomo Nizzolo     | 6      |
| 5                                 | Elia Viviani        | 4      |
| 6                                 | Bernhard Eisel      | 3      |
| 7                                 | Aleksejs Saramotins | 2      |
| 8                                 | Roger Kluge         | 1      |

### Bergsprint
| Beklimming Teglio na 15,4 km | Beklimming Teglio na 15,4 km | 3e cat. 7,4 km à 6,5% | 3e cat. 7,4 km à 6,5% |
| Plaats                       | Naam                         | Punten                |                       |
| Winnaar                      | Giacomo Berlato              | 7                     |                       |
| 2                            | Marco Bandiera               | 4                     |                       |
| 3                            | Iljo Keisse                  | 2                     |                       |
| 4                            | Maciej Paterski              | 1                     |                       |

### Meeste kopkilometers
| Naam            | Kilometers |
| --------------- | ---------- |
| Giacomo Berlato | 108        |
| Iljo Keisse     | 108        |
| Marco Bandiera  | 108        |

De dagprijs ging naar Berlato omdat hij (157) hoger in de rituitslag eindigde dan Keisse (159) en Bandiera (162).

## Uitslag
| Tirano - Lugano (134 km) |                       |                         |          |
| Plaats                   | Naam                  | Ploeg                   | Tijd     |
| Winnaar                  | Sacha Modolo          | Lampre-Merida           | 3u07'51" |
| 2                        | Giacomo Nizzolo       | Trek Factory Racing     | z.t.     |
| 3                        | Luka Mezgec           | Giant-Alpecin           | z.t.     |
| 4                        | Heinrich Haussler     | IAM                     | z.t.     |
| 5                        | Davide Appollonio (E) | Androni Giocattoli-Sid. | z.t.     |
| 6                        | Stig Broeckx          | Lotto Soudal            | z.t.     |
| 7                        | Juan José Lobato      | Movistar                | z.t.     |
| 8                        | Aleksandr Porsev      | Katjoesja               | z.t      |
| 9                        | Kévin Reza            | FDJ                     | z.t.     |
| 10                       | Nick van der Lijke    | LottoNL-Jumbo           | z.t.     |
| 11                       | Elia Viviani          | Team Sky                | z.t.     |
| 12                       | Maximiliano Richeze   | Lampre-Merida           | z.t.     |
| 13                       | Alexandre Geniez      | FDJ                     | z.t.     |
| 14                       | Sonny Colbrelli       | Bardiani CSF            | z.t.     |
| 15                       | Grega Bole            | CCC Sprandi Polkowice   | z.t.     |

## Klassementen
| Algemeen klassement |                   |                   |           |
| Plaats              | Naam              | Ploeg             | Tijd      |
| Roze trui           | Alberto Contador  | Tinkoff-Saxo      | 68u12'50" |
| 2                   | Mikel Landa       | Astana            | +4'02"    |
| 3                   | Fabio Aru         | Astana            | +4'52"    |
| 4                   | Andrey Amador     | Movistar          | +5'48"    |
| 5                   | Joeri Trofimov    | Katjoesja         | +8'27"    |
| 6                   | Leopold König     | Team Sky          | +9'31"    |
| 7                   | Damiano Caruso    | BMC               | +9'52"    |
| 8                   | Steven Kruijswijk | LottoNL-Jumbo     | +11'40"   |
| 9                   | Alexandre Geniez  | FDJ               | +12'48"   |
| 10                  | Ryder Hesjedal    | Cannondale-Garmin | +13'01"   |

| Puntenklassement |                  |                     |        |
| Plaats           | Naam             | Ploeg               | Punten |
| Rode trui        | Giacomo Nizzolo  | Trek Factory Racing | 159    |
| 2                | Sacha Modolo     | Lampre-Merida       | 142    |
| 3                | Elia Viviani     | Team Sky            | 134    |
| 4                | Nicola Boem      | Bardiani CSF        | 111    |
| 5                | Alberto Contador | Tinkoff-Saxo        | 86     |

| Bergklassement |                   |                  |        |
| Plaats         | Naam              | Ploeg            | Punten |
| Blauwe trui    | Steven Kruijswijk | LottoNL-Jumbo    | 92     |
| 2              | Beñat Intxausti   | Movistar         | 91     |
| 3              | Mikel Landa       | Astana           | 73     |
| 4              | Carlos Betancur   | AG2R La Mondiale | 68     |
| 5              | Simon Geschke     | Giant-Alpecin    | 53     |

| Jongerenklassement |                 |                     |           |
| Plaats             | Naam            | Ploeg               | Tijd      |
| Witte trui         | Fabio Aru       | Astana              | 68u17'42" |
| 2                  | Davide Formolo  | Cannondale-Garmin   | +43'29"   |
| 3                  | Fabio Felline   | Trek Factory Racing | +1u27'23" |
| 4                  | Esteban Chaves  | Orica-GreenEdge     | +1u41'10" |
| 5                  | Sebastián Henao | Team Sky            | +1u46'51" |

| Ploegenklassement (tijd) |                   |            |
| Plaats                   | Ploeg             | Tijd       |
| 1                        | Astana            | 204u16'15" |
| 2                        | Movistar          | +24'57"    |
| 3                        | BMC               | +33'48"    |
| 4                        | Team Sky          | +42'02"    |
| 5                        | Cannondale-Garmin | +1u23'24"  |

| Ploegenklassement (punten) |               |      |
| Plaats                     | Ploeg         | Tijd |
| 1                          | Astana        | 478  |
| 2                          | Lampre-Merida | 296  |
| 3                          | Movistar      | 245  |
| 4                          | Team Sky      | 236  |
| 5                          | BMC           | 226  |

### Overige klassementen
| Tussensprintklassement |                 |                         |        |
| Plaats                 | Naam            | Ploeg                   | Punten |
| 1                      | Marco Bandiera  | Androni Giocattoli-Sid. | 42     |
| 2                      | Marco Frapporti | Androni Giocattoli-Sid. | 36     |
| 3                      | Nicola Boem     | Bardiani CSF            | 29     |

| Combativiteitsklassement |                   |               |        |
| Plaats                   | Naam              | Ploeg         | Punten |
| 1                        | Alberto Contador  | Tinkoff-Saxo  | 35     |
| 2                        | Steven Kruijswijk | LottoNL-Jumbo | 34     |
| 3                        | Mikel Landa       | Astana        | 29     |

| Strijdlustklassement |                |                         |        |
| Plaats               | Naam           | Ploeg                   | Punten |
| 1                    | Marco Bandiera | Androni Giocattoli-Sid. | 481    |
| 2                    | Nicola Boem    | Bardiani CSF            | 420    |
| 3                    | Alan Marangoni | Cannondale-Garmin       | 345    |

| Azzurri d'Italia |                  |               |        |
| Plaats           | Naam             | Ploeg         | Punten |
| 1                | Mikel Landa      | Astana        | 10     |
| 2                | Sacha Modolo     | Lampre-Merida | 9      |
| 3                | Alberto Contador | Tinkoff-Saxo  | 5      |

| Premio Energy |                  |           |        |
| Plaats        | Naam             | Ploeg     | Punten |
| 1             | Mikel Landa      | Astana    | 8      |
| 2             | Joeri Trofimov   | Katjoesja | 8      |
| 3             | Philippe Gilbert | BMC       | 7      |

## Opgaves
- Enrico Barbin (Bardiani CSF)

1e etappe ·
2e etappe ·
3e etappe ·
4e etappe ·
5e etappe ·
6e etappe ·
7e etappe ·
8e etappe ·
9e etappe ·
10e etappe ·
11e etappe ·
12e etappe ·
13e etappe ·
14e etappe ·
15e etappe ·
16e etappe ·
17e etappe ·
18e etappe ·
19e etappe ·
20e etappe ·
21e etappe
Startlijst · Eindstanden · Afbeeldingen